# Нишки споразум (1914)
Нишки споразум или Споразум Топтани—Пашић представља тајни уговор у петнаест тачака, о савезништву између Албаније и Краљевине Србије, потписан од стране Есад-паше, албанског политичара, и Николе Пашића, српског премијера, на дан 17. септембра 1914. године у Нишу у Краљевини Србији.
Историјски гледано, можда је најважнија тачка споразума била оснивање посебне српско-албанске комисије која је требало да утврди границу између две државе.

## Предуслови и место склапања уговора
Након избијања Првог светског рата, Есад-паша је морао да обави разне дипломатске послове. Један од тих послова је било и унапређење дипломатских односа са Србијом. Пашићу је слао поруке у којима је говорио да је од велике важности по њих да закључе посебан споразум пре свог одласка за Албанију.
Тим поводом Есад-паша је дошао у Ниш, ратну престоницу Србије, у коме је председавала српска влада и народна скупштина. У Нишу се састао са српским премијером Николом Пашићем. Након међусобног договора, њих двојица су 17. септембра 1914. године потписали тајни уговор о савезништву.
Есад-паша је тада изнео став да споразум буде потврђивање тек након што он буде изабран за владара Албаније, уз сагласност народне скупштине. То је оставило простора за маневрисање и преиспитивање појединих тачака уговора.
Споразум Топтани-Пашић потписан је на тајном састанку у Официрском дому у Нишу, у форми уговора, а касније је названа „Нишки споразум”. У том истом Официрском дому у коме је заседала Народна скупштина обзнањена су још два важна историјска документа — „Нишка декларација” и „Нишка резолуција”, који сваки за себе довољно говори о ратним циљевима, југословенском расположењу и правцима политичког деловања тадашња српске владе.